# Otto von Scholley

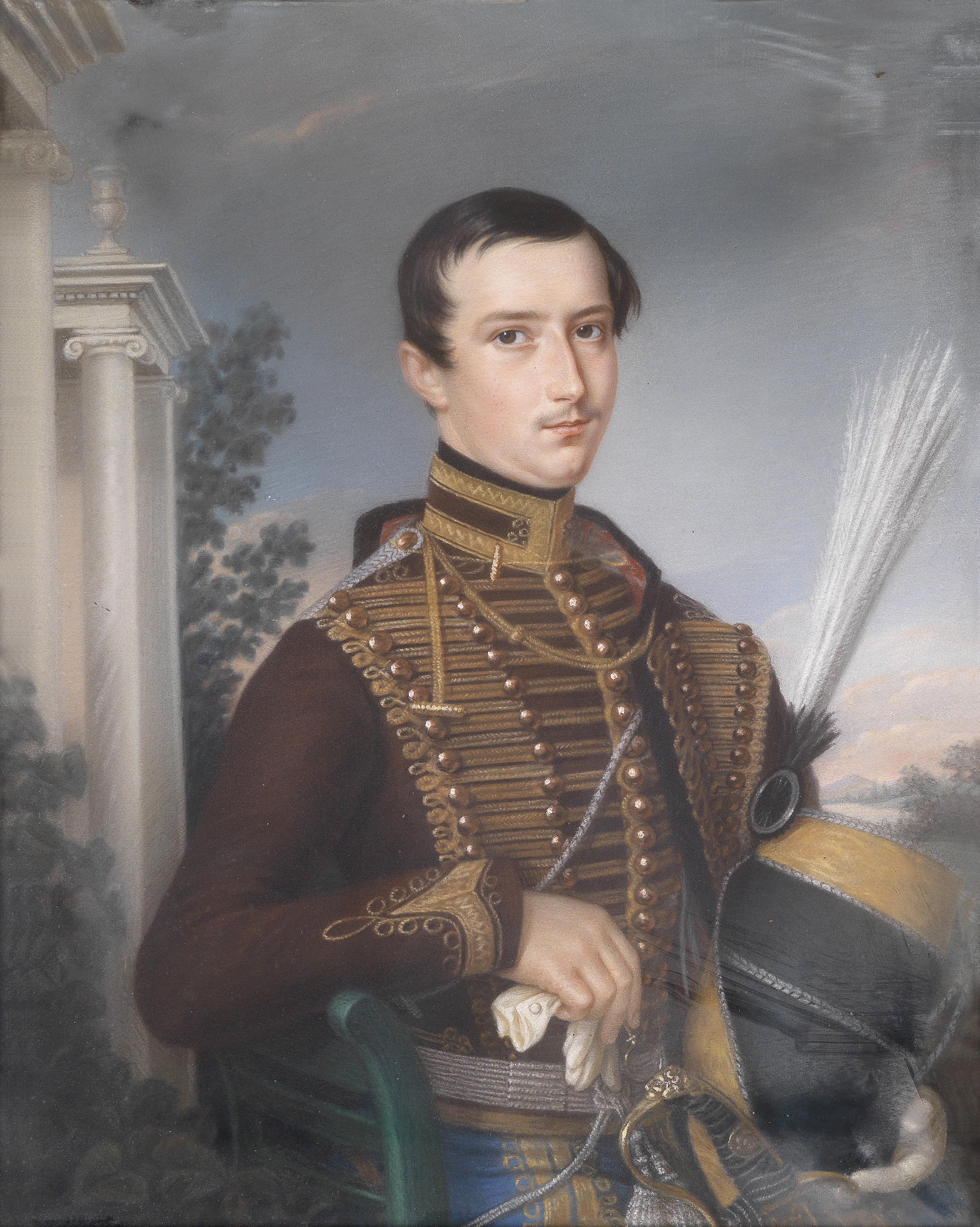
Otto von Scholley

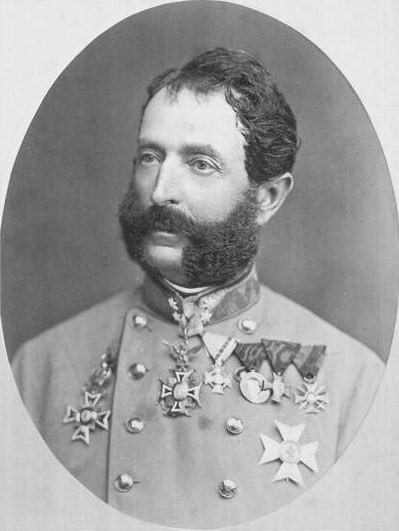
Otto von Scholley

Carl Otto Gottfried Lehmann, vom 20. August 1835 bis zum 30. Oktober 1837 von Hertingshausen, ab dem 30. Oktober 1837 von Scholley, ab dem 11. Januar 1846 Freiherr von Scholley, (* 8. September 1823 in Bonn; † 8. März 1907 in Wien) war ein österreichischer Feldmarschallleutnant. 

## Leben

### Familie
Carl Otto Gottfried von Scholley war der Sohn des preußischen Premierleutnants Carl Michael Lehmann (* 1787; † 1882) und dessen Frau Gertrude (* 1803; † 1882), Tochter des Weinhändlers Falkenstein. Nach der Scheidung der 1822 geschlossenen Ehe heiratete seine Mutter 1831 in morganatischer Ehe Friedrich Wilhelm I. von Hessen-Kassel, den letzten Kurfürsten von Hessen. Sie erhielt von ihm im gleichen Jahr den Titel einer Gräfin von Schaumburg und wurde 1854 von ihm zur Fürstin von Hanau erhoben. Carl Otto und sein Bruder Eduard (* 1827; † 1896), der ebenfalls aus Gertrudes Ehe mit Carl Michael Lehmann stammte und preußischer Rittmeister im Husarenregiment 4 wurde, blieben bei ihrer Mutter. Noch als Prinzregent erhob Friedrich Wilhelm seine beiden Stiefsöhne 1835 zunächst unter dem Namen von Hertingshausen in den Adelsstand, dies offenbar nach dem erloschenen niederadeligen Geschlecht derer von Hertingshausen. Im Jahre 1837 ernannte er sie zu Herren von Scholley, nach einem 1829 erloschenen Adelsgeschlecht aus Malsfeld. 1846 schließlich erhob er die beiden zu Freiherren von Scholley.

### Militärischer Werdegang
Nach der Absolvierung der Kadettenschule in Kassel wurde Otto als Fähnrich in hessische Militärdienste übernommen. 1846 trat er als Oberleutnant in das österreichische Husarenregiment Nr. 9 ein. 1848 bis 1849 nahm er an den Gefechten in Ungarn, zuletzt als Ordonnanzoffizier, teil. 1849 erfolgte seine Beförderung zum Rittmeister, dann weiter stufenweise zum Major 1857, Oberstleutnant 1863 und Oberst 1866. Während des Deutschen Krieges kämpfte er auf dem böhmischen Kriegsschauplatz. In der Schlacht bei Königgrätz (3. Juli 1866) zeichnete er sich, als Kommandeur des 4. Ulanenregiments, durch seine Kavallerieattacke auf die Stellung bei Chulm aus. 1871 erhielt er seine Beförderung zum Generalmajor und 1877 zum Feldmarschalleutnant.
Der letzte Dienstrang wurde ihm bereits mit Versetzung in den Ruhestand verliehen. Seit einiger Zeit hatte er ein Augenleiden, das 1882 zu seiner völligen Erblindung führte. Er setzte sich zunächst in Prag, später in Wien zur Ruhe. Dort verstarb er 1907 im Alter von 83 Jahren.

### Ehe und Nachkommen
Otto von Scholley heiratete am 5. November 1845 in Prag Hedwig von Münchhausen (* 1822; † 1889). Der Ehe entstammten Alexander von Scholley (* 1847; † 1901), der österreichischer Oberst der Artillerie wurde, und Gertrude von Scholley (* 1849; † 1934), die 1870 in Wien Moritz von Brunicki († 1925), k.u.k. Rittmeister und späterer Beamter der k.u.k. Eisenbahndirektion in Wien, heiratete.